# Чжао Сянжун
Пані Чжао Сянжун (кит.: 赵向荣) (1 травня 1965) — китайська дипломатка. Генеральний консул Китайської Народної Республіки в Одесі (Україна) (2016—2018).

## Життєпис
Народилася в травні 1965 року. Кандидат філологічних наук.
У 1985—1992 рр. — референт, аташе, третій секретар Департаменту Радянського Союзу і країн Східної Європи МЗС КНР.
У 1992—1994 рр. — третій секретар Посольства КНР в Україні.
У 1994—2000 рр. — третій секретар, другий секретар, заступник завідувача відділом, перший секретар Департаменту країн Східної Європи і Центральної Азії МЗС КНР.
У 2000—2003 рр. — перший секретар Посольства КНР в РФ.
У 2003—2005 рр. — радник Посольства КНР в Республіці Вірменії.
У 2005—2010 рр. — радник, завідувач відділом Департаменту країн Східної Європи і Центральної Азії МЗС КНР.
У 2012—2015 рр. — радник Посольства КНР в Республіці Таджикистан.
У 2016—2018 рр. — Генеральний консул Китайської Народної Республіки в Одесі (Україна).

## Сім'я
- чоловік — Фань Сяньжун — Надзвичайний і Повноважний Посол КНР в Україні (2020—2024)